# 春野町森山
春野町森山（はるのちょうもりやま）は、高知県高知市の町名。2017年7月1日現在の人口は854人。郵便番号は781-0325（春野郵便局管区）。本項ではかつて同区域に存在した吾川郡森山村（もりやまむら）についても記す。

## 地理
高知市の南西部、春野町の北西部、仁淀川の左岸にあたる。北で春野町弘岡上・春野町弘岡中・春野町弘岡下、東で春野町秋山、南で春野町仁ノ・春野町西畑に接する。北端を国道56号・土佐市バイパスが通過し、そこから高知県道279号甲殿弘岡上線と、それに接続する高知県道14号春野赤岡線が南部へ延びる。南東に三宝山がそびえる。

### 山岳
- 三宝山

### 河川
- 仁淀川

## 歴史
- 幕末 - 吾川郡森山村が存在。「旧高旧領取調帳」の記載によると高知藩領。
- 明治4年7月14日（1871年8月29日） - 廃藩置県により高知県の管轄となる。
- 1889年（明治22年）4月1日 - 町村制の施行により、近世以来の森山村が単独で自治体を形成。
- 1956年（昭和31年）9月30日 - 森山村が平和村・西分村・仁西村・弘岡上ノ村・弘岡中ノ村・弘岡下ノ村と合併して春野村が発足。同村の大字となる。
- 1969年（昭和44年）9月30日 - 春野村が町制施行して春野町となる。
- 2008年（平成20年）1月1日 - 春野町が高知市に編入。同市春野町森山となる。

## 交通

### 道路
- 国道56号
  - 土佐市バイパス
- 高知県道14号春野赤岡線
- 高知県道279号甲殿弘岡上線

## 施設
- 春野西保育園
- 森山八幡宮